# St. David (Illinois)
St. David és una població dels Estats Units a l'estat d'Illinois. Segons el cens del 2000 tenia 587 habitants.

## Demografia
Segons el cens del 2000, St. David tenia 587 habitants, 239 habitatges, i 163 famílies. La densitat de població era de 755,5 habitants/km².
Dels 239 habitatges en un 28% hi vivien nens de menys de 18 anys, en un 54,8% hi vivien parelles casades, en un 9,6% dones solteres, i en un 31,4% no eren unitats familiars. En el 25,1% dels habitatges hi vivien persones soles el 18% de les quals corresponia a persones de 65 anys o més que vivien soles. El nombre mitjà de persones vivint en cada habitatge era de 2,46 i el nombre mitjà de persones que vivien en cada família era de 2,95.
Per edats la població es repartia de la següent manera: un 24,5% tenia menys de 18 anys, un 7,3% entre 18 i 24, un 27,1% entre 25 i 44, un 22% de 45 a 60 i un 19,1% 65 anys o més.
L'edat mediana era de 38 anys. Per cada 100 dones de 18 o més anys hi havia 96,9 homes.
La renda mediana per habitatge era de 30.625 $ i la renda mediana per família de 37.188 $. Els homes tenien una renda mediana de 34.792 $ mentre que les dones 18.250 $. La renda per capita de la població era de 14.292 $. Aproximadament el 8,2% de les famílies i l'11,1% de la població estaven per davall del llindar de pobresa.

## Poblacions més properes
El següent diagrama mostra les poblacions més properes.